# Beaver Bay
Beaver Bay é uma cidade localizada no estado americano de Minnesota, no Condado de Lake.

## Demografia
Segundo o censo americano de 2000, a sua população era de 175 habitantes. 
Em 2006, foi estimada uma população de 179, um aumento de 4 (2.3%).

## Geografia
De acordo com o United States Census Bureau tem uma área de 
2,7 km², dos quais 1,3 km² cobertos por terra e 1,4 km² cobertos por água.

## Localidades na vizinhança
O diagrama seguinte representa as localidades num raio de 68 km ao redor de Beaver Bay. 